# لازار ساوویچ
لازار ساوویچ (زادهٔ ۱۲ ژانویه ۲۰۰۸ در پودگوریتسا، مونته‌نگرو) بازیکن فوتبال اهل مونته‌نگرو و هافبک باشگاه بودوچنوست پودگوریتسا و کاپیتان تیم ملی نوجوانان مونته‌نگرو است.

## دوران حرفه‌ای
لازار فوتبال را از پنج سالگی در آکادمی باشگاه بودوچنوست پودگوریتسا در شهر پودگوریتسا آغاز کرد. در ۹ فوریه ۲۰۲۳، در سن ۱۵ سالگی، اولین قرارداد حرفه‌ای خود را به مدت سه سال با این باشگاه امضا کرد. تحت هدایت مربی ملادن میلینکوویچ، به طور فعال به تمرینات تیم اصلی دعوت شد. او در ۱۰ مارس ۲۰۲۴ در بازی مقابل تیم آرسنال تیوات برای اولین بار به میدان رفت و در دقیقه ۷۶ جایگزین میلاد ووکوتیچ شد. در بازی مرحله اول مقدماتی لیگ کنفرانس اروپا مقابل تیم باشگاه فوتبال مالیشوا به عنوان بازیکن جانشین در دقیقه ۶۶ وارد زمین شد. نخستین گل خود را در ۲۱ اوت ۲۰۲۴ در مقابل تیم بوکل به ثمر رساند.
لازار برای تیم‌های ملی نوجوانان مونته‌نگرو زیر ۱۵ سال، زیر ۱۶ سال، زیر ۱۷ سال و زیر ۱۸ سال بازی می‌کند و کاپیتان تیم زیر ۱۷ سال است.